# Saxifraga culcitosa
Saxifraga culcitosa là một loài thực vật có hoa trong họ Saxifragaceae. Loài này được Mattf. miêu tả khoa học đầu tiên năm 1931.